# ロベルト・フローレス
ロベルト・マリオ・フローレス・ビストルフィ（Robert Mario Flores Bistolfi, 1986年5月13日 - ）は、ウルグアイ・カネローネス出身の同国代表サッカー選手。CAボストン・リーベル所属。ポジションはミッドフィールダー。
兄のダリオ・フローレスもプロサッカー選手であり、ルーマニアのCFRクルージュやチリのCDパレスティーノでプレーした。

## 経歴
2008年にCAリーベル・プレートのトップチームに引き抜かれるとそのままレギュラーに定着し、14試合で3得点を挙げる。トップ下・右サイドハーフ・左サイドハーフと、中盤ならどこでもプレーできる器用さを持つ。エル・オブセルバドール紙によってウルグアイ後期リーグ最優秀選手に選ばれた。2008年7月に5年契約でビジャレアルCFに移籍したが、初年度の2008-09シーズンはアルゼンチンのCAリーベル・プレートに1年間レンタルされた。
2016シーズンよりCAボストン・リーベルへ加入した。

## 代表
2008年5月の、トルコとの親善試合でウルグアイ代表デビューし、現在までに2試合出場している。

## 個人成績
| クラブ             | シーズン | 国内リーグ | 国内リーグ | 国内カップ | 国内カップ | 国際カップ | 国際カップ | 通算 | 通算 |
| クラブ             | シーズン | 出場       | 得点       | 出場       | 得点       | 出場       | 得点       | 出場 | 得点 |
| ------------------ | -------- | ---------- | ---------- | ---------- | ---------- | ---------- | ---------- | ---- | ---- |
| リーベル・プレート | 2008–09  | 13         | 2          | –          | –          | 3          | 0          | 16   | 2    |
| リーベル・プレート | 通算     | 13         | 2          | –          | –          | 3          | 0          | 16   | 2    |
| ビジャレアルB      | 2009–10  | 24         | 1          | 0          | 0          | –          | –          | 24   | 1    |
| ビジャレアルB      | 通算     | 24         | 1          | 0          | 0          | –          | –          | 24   | 1    |
| ナシオナル         | 2010–11  | 15         | 0          | –          | –          | 2          | 0          | 17   | 0    |
| ナシオナル         | 通算     | 15         | 0          | –          | –          | 2          | 0          | 17   | 0    |
| リテックス         | 2011–12  | 9          | 0          | 0          | 0          | 4          | 0          | 13   | 0    |
| リテックス         | 通算     | 9          | 0          | 0          | 0          | 4          | 0          | 13   | 0    |
| パレスティーノ     | 2012     | 12         | 1          | 0          | 0          | –          | –          | 12   | 1    |
| パレスティーノ     | 通算     | 12         | 1          | 0          | 0          | –          | –          | 12   | 1    |
| 通算               | 通算     | 73         | 4          | 0          | 0          | 9          | 0          | 82   | 4    |

## タイトル
ナシオナル
- プリメーラ・ディビシオン : 2010–11

スポルチ・レシフェ
- コパ・ド・ノルデスチ（英語版）: 2014